# Сен-Митр-ле-Рампар
Сен-Митр-ле-Рампар (фр. Saint-Mitre-les-Remparts) — коммуна на юго-востоке Франции в регионе Прованс — Альпы — Лазурный Берег, департамент Буш-дю-Рон, округ Истр, кантон Истр.
Площадь коммуны — 21,02 км², население — 5362 человека (2006) с тенденцией к стабилизации: 5721 человек (2012), плотность населения — 272,2 чел/км².

## Население
Население коммуны в 2011 году составляло 5573 человека, а в 2012 году — 5721 человек.
| 1962 | 1968 | 1975 | 1982 | 1990 | 1999 | 2006 | 2008 | 2011 | 2012 |
| ---- | ---- | ---- | ---- | ---- | ---- | ---- | ---- | ---- | ---- |
| 1029 | 1411 | 3327 | 4297 | 5139 | 5458 | 5362 | 5372 | 5573 | 5721 |

Динамика населения:

## Экономика
В 2010 году из 3546 человек трудоспособного возраста (от 15 до 64 лет) 2519 были экономически активными, 1027 — неактивными (показатель активности 71,0 %, в 1999 году — 66,3 %). Из 2519 активных трудоспособных жителей работали 2295 человек (1255 мужчин и 1040 женщин), 224 числились безработными (87 мужчин и 137 женщин). Среди 1027 трудоспособных неактивных граждан 270 были учениками либо студентами, 372 — пенсионерами, а ещё 385 — были неактивны в силу других причин.
На протяжении 2010 года в коммуне числилось 2475 облагаемых налогом домохозяйств, в которых проживало 5444,5 человека. При этом медиана доходов составила 22 тысячи 793 евро на одного налогоплательщика.